# Алис Келен
Алис Келен (на испански: Alice Kellen) е испанска писателка на произведения в жанра любовен роман, драма и книги за юноши.

## Биография и творчество
Алис Келен е родена през 1989 г. във Валенсия, Испания.
Първият ѝ роман „Llévame a cualquier lugar“ (Води ме навсякъде) е издаден самостоятелно през 2013 г. Книгата става бестселър и я прави известна.
Следващите ѝ романтични и сантиментални романи – „Продължава да вали“, „Денят, в който спря да вали сняг в Аляска“ и „Момчето, което нарисува съзвездия“ имат критичен успех.
Първият ѝ роман „Всичко, което не сме били“ от поредицата „Нека се случи“ е издаден през 2019 г. Главната героиня, художничката Лиа, е в дълбока депресия след злополуката, в която загиват родителите ѝ. Брат ѝ я изпраща за няколко месеца при най-добрия си приятел на крайбрежието, за да се възстанови. Звездните нощи, безкрайното море и музиката на Бийтълс ще променят живота и на двамата.
Според писателката, тя ползва псевдоним, за да запази личния си живот.

## Произведения

### Самостоятелни романи
1. Llévame a cualquier lugar (2013)
2. Sigue lloviendo (2015)
3. El día que dejó de nevar en Alaska (2017)
4. El chico que dibujaba constelaciones (2018)
5. Nosotros en la Luna (2020)
6. Las alas de Sophie (2020)
7. Tú y yo, invencibles (2021)

### Серия „Ти“ (Tú)
1. Otra vez tú (2014)
2. Tal vez tú (2016)

### Серия „Да се върна при теб“ (Volver a ti)
1. 33 Razones para volver a verte (2016)
2. 23 Otoños antes de ti (2017)
3. 13 Locuras que regalarte (2018)

### Серия „Нека се случи“ (Deja que ocurra)
1. Todo lo que nunca fuimos (2019)
Всичко, което не сме били, изд.: „Егмонт България“, София (2021), прев. Ния Спасова
2. Todo lo que somos juntos (2019)
Всичко, което сме заедно, изд.: „Егмонт България“, София (2021), прев. Ния Спасова